# 에밀리아짧은꼬리주머니쥐
에밀리아짧은꼬리주머니쥐(Monodelphis emiliae)는 주머니쥐과에 속하는 남아메리카 주머니쥐의 일종이다. 볼리비아와 브라질 그리고 페루에서 발견된다.